# Phreatia subsacculata
Phreatia subsacculata är en orkidéart som beskrevs av Rudolf Schlechter. Phreatia subsacculata ingår i släktet Phreatia och familjen orkidéer. Inga underarter finns listade i Catalogue of Life.